# O Mundo de Sofia
O Mundo de Sofia (em norueguês:  Sofies Verden) é um romance escrito por Jostein Gaarder, publicado em 1991. O livro foi escrito originalmente em norueguês, mas já foi traduzido para mais de 60 línguas, e teve sua primeira edição em português em 1995, que atualmente se encontra na sua 36.ª edição revista, edição publicada pela Editorial Presença (Lisboa, janeiro de 2023). Somente na Alemanha foram vendidos 4 milhões de cópias. Em 2012, uma nova edição brasileira, traduzida a partir do original norueguês, foi lançada para comemorar os 15 anos da obra e os mais de 1 milhão de exemplares vendidos no Brasil.
O livro funciona tanto como romance, como um guia básico de filosofia. Também tem temas conservacionistas e a favor da ONU. Em 1999, foi adaptada para um filme norueguês; entretanto, não foi largamente exibido fora da Noruega. Esse filme também foi apresentado como uma minissérie na Austrália.

## Resumo
Sofia Amundsen (Sofie Amundsen, na versão norueguesa) é uma garota de catorze anos que vive na Noruega em 1990. Ela mora com sua mãe, Helene Amundsen pois, seu pai é capitão de um navio petroleiro e fica fora a maior parte do ano. Ele não aparece no livro.
A vida de Sofia é chacoalhada no começo do livro, quando ela recebe duas mensagens anônimas, pela caixa de correio. Uma das mensagens era com a pergunta "Quem é você?" e a outra questionava "De onde vem o mundo?". Ela recebe também um cartão postal endereçado à "Hilde Møller Knag a/c Sofia Amundsen". A partir de então, ela passa a receber gradativamente um curso de filosofia por correspondência.
Através dessas comunicações misteriosas, Sofia se torna aluna de um filósofo, Alberto Knox, de cinquenta anos. No começo, ele é totalmente anônimo, mas conforme a história se desenrola ele revela cada vez mais sobre si. É ele quem escreve os papéis e os pacotes, mas não os cartões postais, os quais são endereçados por Albert Knag, um major de uma unidade das forças de manutenção da paz da ONU no Líbano.
Alberto ensina à Sofia a história da filosofia. Ele revisa de uma forma que fosse de fácil compreensão o que é de mais importante desde os pré-socráticos, passando por Jean-Paul Sartre. Ao longo das lições filosóficas, Sofia e Alberto tentam lograr o misterioso Albert Knag. Albert aparenta ter poderes equiparados aos de Deus, deixando Alberto irritado.
Sofia aprende filosofia medieval em uma igreja gótica com Alberto vestido como monge e aprende sobre Jean-Paul Sartre e Simone de Beauvoir em um café francês. Várias questões filosóficas e métodos de raciocínio são postos diante de Sofia, enquanto ela se esforça para resolve-los a sua maneira. Muitos dos pacotes filosóficos de Alberto são precedidos de perguntas diretas como "Por que o Lego é o brinquedo mais inteligente do mundo?"
Misturado às lições filosóficas, há um enredo normal semelhante a um romance para adolescentes, no qual Sofia interage com sua mãe e suas amigas. Albert Knag continua a interferir na vida de Sofia e Alberto a ajuda a lutar contra isso ensinando a ela tudo o que ele sabe sobre filosofia. Essa, ele explica, é a única maneira de entender o mundo em que ela vive.
Tudo isso vem acompanhado de acontecimentos que parecem cientificamente impossíveis, como conseguir ver a própria imagem no espelho piscar com os dois olhos ou ver de verdade Sócrates e Platão. Por ser um livro baseado em filosofia, entretanto, promete (e cumpre) explicar tudo no final, quando Sofia e Alberto Knox escapam de Albert Knag.